# Jaume d'Agullana
Jaume d'Agullana (? - 1617) fou ardiaca de la Seu de Girona (1572-1617).
Junt amb el seu germà Miquel d'Agullana, ardiaca d'Empordà i canonge de Girona, i seguint les passes iniciades pel seu oncle Jaume d'Agullana varen ser protectors dels jesuites i fundadors del Col·legi de la Companyia de Jesús a Girona (1585), situat a l'església de Sant Martí Sacosta, al costat mateix del palau dels Agullana.
A la mort del seu germà Miquel, del qual fou marmessor, va seguir la construcció del retaule de la capella dels Sants Doctors a la catedral de Girona, obra de l'escultor Joan Merla, que havia encarregat el seu germà l'any de la seva mort, 1597.
Entre 1605 i 1617) fou membre de l'administració del virrei de Catalunya.
Va ser professor de la Universitat de Girona.